# Mexicos præsidenter
Mexicos uafhængighed blev erklæret i 1813 og genkendt i 1821. Mexicos regenter har været:

## Første mexicanske kejserrige (1822-23)
- Agustín 1. af Mexico

## Mexicanske republik (1824-64)
- Guadalupe Victoria (1824-29)

…
- Antonio López de Santa Anna (1833, 1834-35, 1839, 1841-42, 1843, 1844, 1847, 1853-55)
- Manuel María Lombardini (februar – april 1853)

…
- Ignacio Comonfort (1855-58)
- Benito Juárez (1858-67)
- Borgerkrig (1858-61)

## Andet mexicanske kejserrige (1863-67)
- Regentskab (1863)
- Maximilian 1. af Mexico (1863-67)

## Mexicanske republik (siden 1867)
- Benito Juárez (1867-72)

…
- Porfirio Díaz (1876, 1877-80, 1884-1911)
- Francisco León de la Barra (1911)
- Francisco I. Madero (1911-13)
- Victoriano Huerta (1913-14)
- Francisco S. Carvajal (1914)
- Venustiano Carranza (1914-20)

…
- Álvaro Obregón (1920-24)
- Plutarco Elías Calles (1924-28)

…
- Lázaro Cárdenas del Río (1934-40)
- Manuel Ávila Camacho (1940-46)
- Miguel Alemán Valdés (1946-52)
- Adolfo Ruiz Cortines (1952-58)
- Adolfo López Mateos (1958-64)
- Gustavo Díaz Ordaz (1964-70)
- Luis Echeverría (1970-76)
- José Lopéz Portillo (1976-82)
- Miguel de la Madrid (1982-88)
- Carlos Salinas de Gortari (1988-94)
- Ernesto Zedillo (1994-2000)
- Vicente Fox (2000-06)
- Felipe Calderón (2006–2012 )
- Enrique Peña Nieto (2012–2018)
- Andrés Manuel López Obrador (2018-2024)
- Claudia Sheinbaum (1. oktober 2024-)